# Luna 15
Luna 15, également appelée Lunik 15 (en russe : Луна-15), était une mission spatiale sans pilote du programme Luna, lancée juste avant Apollo 11.

## La course à la Lune en 1969
Distancés par les États-Unis dans la course à l'espace, pour envoyer des hommes sur la Lune, pénalisés par les échecs répétés de la fusée N-1 qui devait avoir les performances équivalentes à celles de Saturn V, les Soviétiques ne disposent que du lanceur Proton, seulement comparable à une Saturn IB.
Ils tentent de développer des missions inhabitées pour être les premiers à ramener sur Terre des échantillons de roches lunaires.
Après un premier échec de leur lanceur le 14 juin 1969, Luna 15 est lancé le 13 juillet 1969, trois jours avant le lancement de la mission Apollo 11 et s'écrase dans Mare Crisium (la « mer des Crises ») le 21 juillet, une vingtaine d'heures après les premiers pas sur la Lune des Américains Neil Armstrong et Edwin Aldrin, et après avoir effectué 52 révolutions autour de l'astre du 17 au 21 juillet.
Le 18 juillet 1969, les Soviétiques rassurent les Américains ; Luna (toujours en orbite) ne gênera pas Apollo dans sa ronde lunaire.
Si la mission avait réussi, la fusée de retour serait arrivée sur Terre le 25 juillet 1969, quelques jours après l'équipage américain. Les Soviétiques n'en avaient pas moins envisagé un accueil en grande pompe, la capsule d'échantillons devant traverser Moscou dans un véhicule blindé.

## Implications
Dans la course pour atteindre la Lune et revenir sur Terre, les missions parallèles de Luna 15 et d'Apollo 11 représentaient, sur de nombreux points, le paroxysme de la course à l'espace entre les Américains et les Soviétiques dans les années 1960[réf. nécessaire]. Ces missions simultanées devinrent un des premiers moments de coopération spatiale entre Américains et Soviétiques : l'URSS révéla le plan de vol de Luna 15 afin de s'assurer que la sonde n'entrerait pas en collision avec Apollo 11, sans pour autant révéler sa mission.